# Понтекјанале
Понтекјанале (итал. Pontechianale) је насеље у Италији у округу Кунео, региону Пијемонт.
Према процени из 2011. у насељу је живело 208 становника. Насеље се налази на надморској висини од 1594 м.

## Становништво
Према резултатима пописа становништва 2011. у општини је живело 182 становника.
| 1931. | 1936. | 1951. | 1961. | 1971. | 1981. | 1991. | 2001. | 2011. |
| ----- | ----- | ----- | ----- | ----- | ----- | ----- | ----- | ----- |
| 808   | 611   | 560   | 409   | 334   | 228   | 213   | 208   | 182   |